# Emil Lang
 (août 2019).
Emil Lang (né le 14 janvier 1909 et mort le 3 septembre 1944) est un athlète allemand et pilote de transport puis de chasse durant la Seconde Guerre mondiale.

## Carrière civile
Emil Lang est un athlète connu du grand public avant la guerre. C'est aussi un passionné du vol qui finit par rejoindre la Lufthansa au début des années 1930. Quand la guerre éclate en 1939, Emil Lang sert comme pilote de transport jusqu'en 1942. 

## Carrière militaire

### Débuts militaires
Grâce à sa carrière, il est accepté pour servir dans la chasse, et ce malgré ses 34 ans, assurément un âge avancé pour un pilote de chasse. Après un rapide passage dans une école, le Leutnant Lang rejoint fin 1942 la 1. /JG 24 combattant sur le front Est et commandée par le jeune et grand as Walter Nowotny, de presque douze ans son cadet.
Lang remporte ses trois premiers succès en mars et démontre rapidement une habileté naturelle pour voler sur chasseur FW 190. En avril, il est transféré à la 5./ JG 54 et prend rapidement la tête de cette unité le 20 août à la suite de la disparition de Maximilian Stötz. Au 15 septembre, il en est à 24 victoires aériennes avant d'établir de nouveaux records, à l'instar de Walter Nowotny et Erich Rudorffer à la même période : du 4 octobre au 4 novembre, Lang remporte près de 100 victoires. L'obtention de nombreuses victoires n'est pas étrangère à une telle progression :
- le 07/10/1943 :  9 victoires
- le 13/10/1943 : 10 victoires
- le 21/10/1943 : 12 victoires
- le 22/10/1943 :  9 victoires
- le 23/10/1943 :  6 victoires
- le 02/11/1943 :  8 victoires
- le 03/11/1943 : 18 victoires

Il parvient à sa 100e victoire le 2 novembre et c'est le lendemain, dans la région de Kiev qu'il réalise son dernier exploit avec 18 succès en quatre sorties. Il bat à l'occasion le record de Hans-Joachim Marseille qui en avait obtenu 17 en Afrique du Nord près d'un an plus tôt. Ce record ne sera alors jamais dépassé. Lang vient d'amasser ainsi 95 victoires en 31 jours seulement. Le 22 novembre, il reçoit la croix de chevalier de la croix de fer après 119 victoires. 
Il continue sa série jusqu'au 6 avril 1944, date à laquelle il descend son 144e et dernier adversaire sur le front Est. Le 9, l'Oberleutnant Lang est transféré au III./JG 54 qui se bat dans la défense du Reich et nommé Staffelkapitän de la 9./JG 54. Deux jours plus tard, il reçoit les feuilles de chêne. Le 24 mai, il descend un B-17 qui ne lui sera toutefois pas confirmé. Il se rattrape quatre jours plus tard sur un P-38, cette victoire étant sa première sur le front Ouest.

### Missions en Normandie
Le III./JG 54 est bientôt transféré en Normandie pour parer au débarquement. Lang ne va rien perdre de son talent face aux appareils alliés dix fois plus nombreux. Rien qu'en juin, le Hauptmann Lang descend 14 adversaires, dont plusieurs succès multiples : un triplé en trois minutes le 14 juin (sa 150e victoire) ; un quadruplé en vingt minutes le 20 juin et un autre deux jours plus tard. Après une brève période de repos, il revient au front le 28 juin cette fois comme Kommandeur du II./JG 26. Il descend encore 14 appareils alliés, dont un nouveau triplé le 9 juillet puis deux autres les 25 et 26 août. Emil Lang totalise en tout et pour tout 28 succès en Normandie, le plus haut score allemand durant cette campagne. Ses victoires comprennent trois P-38, six P-47, huit P-51 et neuf Spitfire. Les deux groupes III./JG 54 et II./JG 26 auront par ailleurs revendiqué plus de 100 victoires chacun dans cette bataille ; six de leurs pilotes auront chacun 10 victoires ou plus. 

### Mort
Emil Lang n'a alors jamais fait le moindre atterrissage forcé, encore moins sauté en parachute. Le 3 septembre 1944 pourtant, il décolle à la tête d'une formation à l'encontre de chasseurs des Alliés au-dessus de Bruxelles. Déjà en proie à des problèmes mécaniques le matin, une des jambes du train de son FW 190A-8 « 1 vert » s'abaisse soudainement en plein combat, diminuant drastiquement sa vitesse et sa capacité de manœuvre. Un P-51 des Alliés se jette alors sur lui et l'abat, tuant son pilote. 
Homme de tous les records, le plus âgé des Expertern de la Luftwaffe, le Hauptmann Emil Lang meurt en ayant remporté 144 victoires sur le front Est, dont 32 Il-2. À ajouter à cela 29 autres succès sur le front Ouest, dont 28 en Normandie, le tout réalisé en 403 missions. Bien que proposé au grade de Major à titre posthume, cette promotion ne sera pas acceptée.

## Sources
- Jean-Bernard Frappé, La Luftwaffe face au débarquement allié : Messerschmitt 109 G et Focke Wulf 190 A au combat en Normandie et en Provence : 6 juin au 31 août 1944, Bayeux, Heimdal, 1999, 352 p. (ISBN 2-84048-126-X)
- (en) John Weal, Aviation Elite Units, vol. 6 : Jagdgeschwader 54 'Grünherz, Oxford, Osprey Publishing Ltd, coll. « Osprey aviation elite », 2012, 128 p. (ISBN 978-1-78200-533-9 et 978-1-299-59902-4, lire en ligne), p. 104-109